# Trnova (Dubrovačko primorje)
Trnova je naselje u Republici Hrvatskoj, u sastavu Općine Dubrovačko primorje, Dubrovačko-neretvanska županija. 
U selu se nalazi crkva iz 1870. s grobljem te spomenik braniteljima iz Domovinskog rata. Iz naselja se pruža veoma kvalitetan pogled na Baniće (uvale Janska i Budima), Šipan s još par nenaseljenih otoka i Mljet.

## Stanovništvo
Prema popisu stanovništva iz 2011. godine, naselje je imalo 44 stanovnika te 17 obiteljskih kućanstava 2001. godine.
| broj stanovnika | 192   | 197   | 208   | 212   | 190   | 202   | 200   | 184   | 199   | 184   | 160   | 113   | 95    | 74    | 45    | 44    | 27    |
|                 | 1857. | 1869. | 1880. | 1890. | 1900. | 1910. | 1921. | 1931. | 1948. | 1953. | 1961. | 1971. | 1981. | 1991. | 2001. | 2011. | 2021. |